# الحب يستغرق وقتا (أغنية ماريا كاري)
«الحب يستغرق وقتا» هي أغنية من تأليف ماريا كاري وبن مارغوليز، الذي أنتجها والتر آفاناسيف في ألبوم ماريا كاري الأول (1990)، هي الأغنية المنفردة الثانية من الألبوم التي صدرت في الربع الثالث من عام 1990. كانت أول أغنية عاطفية من تأثير المعاصر، الكلمات تتكلم عن كونها آسفة لفقدان حبيب، ماريا اعترفت بأن «الحب يستغرق وقتا» للشفاء وما زالت تكن مشاعر تجاه حبيبها السابق. أصبحت الأغنية ثاني أغنية تصل المركز الأول لها في الولايات المتحدة وكندا.

## التسجيل
اكتمل ألبوم ماريا كاري عندما كتبت هذه الاغنية مع بن مارغوليز، كانت ماريا في جولة مصغرة من عشر دول، بينما كانت على متن طائرة الشركة، قالت أنها شغلت الأغنية التجريبية «الحب يستغرق وقتا» لرئيس تسجيلات كولومبيا دون لينير. قالت بن بأن جميع الرجال المهمين كانوا على متن الطائرة، «تومي موتولا، دون لينير وبوبي كولومباي»، قالول لماريا بأن الأغنية «صانعه للمهن» يجب أن تضعها في ألبومها الأول. كان ألبومها قد اكتمل مسبقاً وقالت بأنها تهدف بأن تصدر الأغنية في الإصدار القادم.
تم إرسال الأغنية التجريبية للمنتج والتر آفاناسيف. وعندما طارت ماريا للغرب للعمل مع نارادا مايكل والدن على بعض الأغاني في الألبوم الأول، وقد أعجب تومي موتولا ودون لينير في عمل مع والتر وقدموا له وظيفة منتج الشركة.

## الأداء التجاري
«الحب يستغرق وقتا» كانت أغنية ناجحة مثل نجاح أول أغنية ماريا «رؤية الحب» في الولايات المتحدة، وصلت إلى المركز الأول في الأسبوع التاسع على الرسم البياني بيلبورد الساخن 100، قضيت ثلاثة اسابيع في القمة، من 10 نوفمبر إلى 24 نوفمبر 1990. و17 أسبوعاً في المراكز 40 الأولى، تم اعتماد الأغنية ذهبي من قبل رابطة صناعة التسجيلات الأمريكية (RIAA)، تدل على الشحنات من أكثر من 500,000 وحدة. تصدرت الأغنية في جميع المخططات البيانية (بما في ذلك غاني الآر أند بي/هيب-هوب وفي المسارات المعاصرة للكبار). بسبب نجاح الأغنية تم تقسيمها على سنتين تقويميتين ولهذا لم تحتل مرتبة متقدمة على مخططات نهاية عام الرسم البياني.
مع ذلك، «الحب يستغرق وقتا» لم تنجح تجارياً خارج الولايات المتحدة ماعدا كندا، حيث تصدرت المخططات الكندية لمدة أسبوع، «الحب يستغرق وقتا» وصلت إلى المراكز العشرة الأولى في نيوزيلندا. لم تنجح في أماكن أخرى، وأصبحت متوسطة المراكز 20 الأولى في أستراليا، والمراكز 40 الأولى في المملكة المتحدة وهولندا، لكنها فشلت في الوصول إلى المراكز 40 الأولى في ألمانيا.

## الجوائز والترشيحات
| السنة | الحفل                          | الفئة           | النتيجة |
| ----- | ------------------------------ | --------------- | ------- |
| 1991  | جوائز البوب بي إم إي الموسيقية | أفضل كاتب أغاني | فوز     |
| 1991  | جوائز البوب بي إم إي الموسيقية | أغنية السنة     | فوز     |

## الفيديو كليب
معلومات عن الفيديو كليب
- المخرج: (جيب برين) + (والتر مازر)
- البطولة: (ماريا كاري)
- الصوت: (ماريا كاري)
- المكان: (البندقية، لوس انجليس)
- المدة: 3:49

## قائمة أغاني الأغنية المنفردة
حول العالم قرص مضغوط منفرد
1. «الحب يستغرق وقتا»
2. «أرسلت من فوق»

المملكة المتحدة قرص مضغوط منفرد
1. «الحب يستغرق وقتا»
2. «زوال»

أوروبا قرص مضغوط منفرد طويل
1. «الحب يستغرق وقتا»
2. «أرسلت من فوق»
3. «زوال»

المملكة المتحدة قرص مضغوط منفرد طويل
1. «الحب يستغرق وقتا»
2. «زوال»
3. «أنت تحتاجني»

## الرسوم البيانية والشهادات
| المخطط (1990)                               | المنصب |
| ------------------------------------------- | ------ |
| أستراليا                                    | 14     |
| كندا                                        | 1      |
| هولندا                                      | 24     |
| ألمانيا                                     | 57     |
| نيوزيلندا                                   | 9      |
| المملكة المتحدة                             | 37     |
| الولايات المتحدة بيلبورد 100 الساخن         | 1      |
| الولايات المتحدة المسارات المعاصرة للكبار   | 1      |
| الولايات المتحدة لأغاني الآر أند بي/هيب-هوب | 1      |

| المخطط (1990)                       | المنصب |
| ----------------------------------- | ------ |
| الولايات المتحدة بيلبورد 100 الساخن | 76     |
| المخطط (1991)                       | المنصب |
| الولايات المتحدة بيلبورد 100 الساخن | 69     |

### الشهادات
| البلد            | الشهادات |
| ---------------- | -------- |
| الولايات المتحدة | ذهبي     |